# 김영인 (축구 선수)
김영인(한국 한자: 金永寅, 1989년 8월 21일 ~ )은 대한민국의 전 축구 선수이며, 포지션은 수비수였다.